# ФК Черноморец Одеса
ФК „Черноморец“ (Одеса) (на украински: Футбольний клуб „Чорномо́рець“ Одеса) е украински футболен клуб от град Одеса, Одеска област, Украйна, който играе в Украинската Премиер лига. Основан е през 1936 като „Динамо“ след поредица от промени в ръководната роля приема сегашното си име през 1958.

## Предишни имена
| Години      | Име                  |
| ----------- | -------------------- |
| 1936 – 1939 | „Динамо“             |
| 1940        | „Пищевик“            |
| 1941        | „Спартак“            |
| 1944 – 1950 | „Пищевик“            |
| 1953 – 1954 | „Металург“ Металлург |
| 1955 – 1957 | „Пищевик“            |
| 1958 –      | „Черноморец“         |

## История

### По-нова история
Клубът е основател на Украинската Премиер лига през 1992 г. През първия си сезон печелят „Купата на Украйна“, а в първенството завършват на 5-о място. През следващите два сезона завършват 3-ти, а през последвалите още два сезона 2-ри. През 1994 отново печелят „Купата на Украйна“. Най-успешният период на отбора е под ръководството на Виктор Прокопенко и впоследствие на Леонид Буряк. След края на сезон 1997/98 „Черноморец“ изпадат в сериозни финансови проблеми, продават водещите си играчи и изпадат. През следващия сезон отново се изкачват и отново изпадат. Връщат се в най-горната лига през сезон 2002/03 и изиграват няколко добри сезона. През сезон 2005/06 завършват на 3-то място и играят в Купата на УЕФА през сезон 2006/07. На 6 ноември 2008 на „Черноморец“ са взети 6 точки. Сезон 2008/09 те завършват на 10-о място, а на следващия изпадат. Отнема едва една година, за да се завърнат в Украинската Премиер лига и през сезон 2011/12 отборът отново играе там.

## Срещи с български отбори
„Черноморец“ се е срещал с български отбори в официални и приятелски срещи.

### „Лудогорец“
С „Лудогорец“ се е срещал два пъти в официални срещи. Първият мач е от груповата фаза на Лига Европа и се състои на 24 октомври 2013 г. в Одеса като срещата завършва 1 – 0 за „Лудогорец“. Вторият мач е от груповата фаза на Лига Европа и се състои на 7 ноември 2013 г. в София като срещата завършва 1 – 1.

## Успехи
СССР
- Съветска Висша лига:
  -  Бронзов медалист (1): 1974
- Купа на СССР по футбол:
  - 1/2 финалист (1): 1965/66
- Купа на Федерацията по футбол на СССР:
  -  Победител (1): 1990

 Украйна
- Украинска Премиер Лига:
  -  Сребърен медалист (2): 1994/95, 1995/96
  -  Бронзов медалист (3): 1992/93, 1993/94, 2005/06
- Купа на Украйна:
  -  Носител (2): 1992, 1993/94
  -  Финалист (1): 2012/13
  - 1/2 финалист (3): 1994/95, 2003/04, 2007/08
- Суперкупа на Украйна:
  -  Финалист (1): 2013

### Международни
- Интертото:
  -  Финалист (1): 2007

## Български футболисти
- Ивайло Кирилов: 2000/01 - (3 мача - 0 гола)
- Борислав Цонев: 2022 - (0 мача - 0 гола)
- Мартин Петков: 2022 - (0 мача - 0 гола)